# Šarići (Marčana)
Pour les articles homonymes, voir Šarići.
Šarići (en italien : Sarici) est une localité de Croatie située en Istrie, dans la municipalité de Marčana, dans le comitat d'Istrie. En 2001, la localité comptait 90 habitants.

## Démographie
| 1948 | 1953 | 1961 | 1971 | 1981 | 1991 | 2001 |
| ---- | ---- | ---- | ---- | ---- | ---- | ---- |
| 105  | 109  | 89   | 93   | 202  | 87   | 90   |